# Gutaperča
Gutaperča je druh pryže, která se podobá kaučuku, je průhledná, pevná a pružná. Vyrábí se z mléčné šťávy ze stromů rodu Palaquium, především pak druhu Palaquium gutta (perčovník pravý), jež jsou domovem v jihovýchodní Asii. Samotný výraz pochází z malajských slov 'getah', což znamená kaučuk, a 'percha', které označuje samotný druh stromu.
Stromy jsou 5–30 metrů vysoké a kmeny mají v průměru až 1 metr. Listy jsou stále zelené, střídavě nebo spirálovitě uspořádané, 8–25 cm dlouhé, se svrchní strany leskle zelené, zespodu pak světlejší a ojíněné. Květy se objevují v malých shlucích, každý z nich s bílým okvětím s 4–7 (většinou 6) špičatými okvětními lístky. Plod je vejcovitá bobule velká 3–7 cm, která obsahuje 1–4 semena; u mnoha druhů je plod jedlý.

## Struktura
Stejně jako kaučuk je gutaperča polyterpen, polymer isoprenu (trans-1,4-polyizopren). Avšak na rozdíl od kaučuku, který je izomerem cis, je gutaperča izomerem trans, v důsledku čehož je gutaperča mnohem méně elastická.

## Použití

Chemická struktura gutaperče.

V minulosti se používala v průmyslu, např. při výrobě nepromokavých tkanin a jako vynikající izolant u elektrických kabelů, zejména podmořských (v současnosti byla nahrazena plasty). Relativní permitivita εr je 3 až 4,9. Materiál lze formovat při teplotách okolo 50 °C. Není možno jej dlouho ponechat na slunci.
Dosud se používá jako výplň kořenových kanálků zubů.